# ایسی-سوس-تیل
ایسی-سوس-تیل (به فرانسوی: Aisy-sous-Thil) یک کمون در فرانسه است که در Canton of Précy-sous-Thil واقع شده‌است.

## خصوصیات
ایسی-سوس-تیل ۸٫۳ کیلومترمربع مساحت و ۲۱۹ نفر جمعیت دارد و ۳۵۷ متر بالاتر از سطح دریا واقع شده‌است.